# Cymodusa santoshae
Cymodusa santoshae là một loài tò vò trong họ Ichneumonidae.